# 吕策尔巴赫
吕策尔巴赫是德国黑森州的一个市镇。总面积35.44平方公里，总人口6919人，其中男性3500人，女性3419人（2011年12月31日），人口密度195人/平方公里。